# Grootstedelijke regio van Florianópolis
De grootstedelijke regio van Florianópolis is een metropolitaans gebied in de deelstaat Santa Catarina in Brazilië.

## Indeling
Het metropolitaans gebied ligt binnen de mesoregio Florianópolis en bestaat uit negen gemeenten van de twee microregio's Florianópolis en Tabuleiro. Daaromheen liggen nog 13 gemeenten in de uitbreiding van het gebied. Met een oppervlakte van 7.114,101 km2, heeft het een inwonersaantal van 1.012.831 (2010), wat overeenkomt met een bevolkingsdichtheid van 142,44.

De zes mesoregio's van Santa Catarina. De grootstedelijke regio van Florianópolis is rood gemarkeerd.

| Gemeenten van de grootstedelijke regio van Florianópolis gesorteerd op het aantal inwoners | Gemeenten van de grootstedelijke regio van Florianópolis gesorteerd op het aantal inwoners | Gemeenten van de grootstedelijke regio van Florianópolis gesorteerd op het aantal inwoners | Gemeenten van de grootstedelijke regio van Florianópolis gesorteerd op het aantal inwoners | Gemeenten van de grootstedelijke regio van Florianópolis gesorteerd op het aantal inwoners | Gemeenten van de grootstedelijke regio van Florianópolis gesorteerd op het aantal inwoners | Gemeenten van de grootstedelijke regio van Florianópolis gesorteerd op het aantal inwoners | Gemeenten van de grootstedelijke regio van Florianópolis gesorteerd op het aantal inwoners |
| Gemeente                                                                                   | Inwoners                                                                                   | Oppervlakte (km2)                                                                          | Dichtheid (inw/km2)                                                                        | Microregio                                                                                 |                                                                                            |                                                                                            |                                                                                            |
| Grootstedelijke kern                                                                       | Grootstedelijke kern                                                                       | Grootstedelijke kern                                                                       | Grootstedelijke kern                                                                       | Grootstedelijke kern                                                                       | Grootstedelijke kern                                                                       | Grootstedelijke kern                                                                       | Grootstedelijke kern                                                                       |
| ------------------------------------------------------------------------------------------ | ------------------------------------------------------------------------------------------ | ------------------------------------------------------------------------------------------ | ------------------------------------------------------------------------------------------ | ------------------------------------------------------------------------------------------ | ------------------------------------------------------------------------------------------ | ------------------------------------------------------------------------------------------ | ------------------------------------------------------------------------------------------ |
| Florianópolis                                                                              | 421.203                                                                                    | 433,32                                                                                     | 972,03                                                                                     | Florianópolis                                                                              |                                                                                            |                                                                                            |                                                                                            |
| São José                                                                                   | 210.513                                                                                    | 113,17                                                                                     | 1.860,14                                                                                   | Florianópolis                                                                              |                                                                                            |                                                                                            |                                                                                            |
| Palhoça                                                                                    | 137.199                                                                                    | 394,66                                                                                     | 347,63                                                                                     | Florianópolis                                                                              |                                                                                            |                                                                                            |                                                                                            |
| Biguaçu                                                                                    | 58.238                                                                                     | 302,92                                                                                     | 192,25                                                                                     | Florianópolis                                                                              |                                                                                            |                                                                                            |                                                                                            |
| Santo Amaro da Imperatriz                                                                  | 19.830                                                                                     | 352,40                                                                                     | 56,27                                                                                      | Florianópolis                                                                              |                                                                                            |                                                                                            |                                                                                            |
| Governador Celso Ramos                                                                     | 13.012                                                                                     | 105,87                                                                                     | 122,90                                                                                     | Florianópolis                                                                              |                                                                                            |                                                                                            |                                                                                            |
| Antônio Carlos                                                                             | 7.455                                                                                      | 229,12                                                                                     | 32,53                                                                                      | Florianópolis                                                                              |                                                                                            |                                                                                            |                                                                                            |
| Águas Mornas                                                                               | 5.546                                                                                      | 327,92                                                                                     | 16,91                                                                                      | Tabuleiro                                                                                  |                                                                                            |                                                                                            |                                                                                            |
| São Pedro de Alcântara                                                                     | 4.710                                                                                      | 139,64                                                                                     | 33,72                                                                                      | Florianópolis                                                                              |                                                                                            |                                                                                            |                                                                                            |
| Totaal grootstedelijke kern                                                                | 877.706                                                                                    | 2.399,01                                                                                   | 365,86                                                                                     |                                                                                            |                                                                                            |                                                                                            |                                                                                            |
| Uitbreiding                                                                                |                                                                                            |                                                                                            |                                                                                            |                                                                                            |                                                                                            |                                                                                            |                                                                                            |
| Tijucas                                                                                    | 30.973                                                                                     | 276,62                                                                                     | 111,96                                                                                     | Tijucas                                                                                    |                                                                                            |                                                                                            |                                                                                            |
| São João Batista                                                                           | 26.260                                                                                     | 220,73                                                                                     | 118,96                                                                                     | Tijucas                                                                                    |                                                                                            |                                                                                            |                                                                                            |
| Garopaba                                                                                   | 18.144                                                                                     | 111,00                                                                                     | 163,45                                                                                     | Tubarão                                                                                    |                                                                                            |                                                                                            |                                                                                            |
| Nova Trento                                                                                | 12.179                                                                                     | 402,12                                                                                     | 30,28                                                                                      | Tijucas                                                                                    |                                                                                            |                                                                                            |                                                                                            |
| Canelinha                                                                                  | 10.603                                                                                     | 151,41                                                                                     | 70,02                                                                                      | Tijucas                                                                                    |                                                                                            |                                                                                            |                                                                                            |
| Alfredo Wagner                                                                             | 9.410                                                                                      | 732,28                                                                                     | 12,85                                                                                      | Tabuleiro                                                                                  |                                                                                            |                                                                                            |                                                                                            |
| Paulo Lopes                                                                                | 6.692                                                                                      | 450,37                                                                                     | 14,85                                                                                      | Florianópolis                                                                              |                                                                                            |                                                                                            |                                                                                            |
| Angelina                                                                                   | 5.250                                                                                      | 499,95                                                                                     | 10,50                                                                                      | Tijucas                                                                                    |                                                                                            |                                                                                            |                                                                                            |
| Leoberto Leal                                                                              | 3.365                                                                                      | 291,19                                                                                     | 11,55                                                                                      | Tijucas                                                                                    |                                                                                            |                                                                                            |                                                                                            |
| Major Gercino                                                                              | 3.279                                                                                      | 285,68                                                                                     | 11,47                                                                                      | Tijucas                                                                                    |                                                                                            |                                                                                            |                                                                                            |
| Anitápolis                                                                                 | 3.214                                                                                      | 542,38                                                                                     | 5,92                                                                                       | Tabuleiro                                                                                  |                                                                                            |                                                                                            |                                                                                            |
| São Bonifácio                                                                              | 3.008                                                                                      | 461,30                                                                                     | 6,52                                                                                       | Tabuleiro                                                                                  |                                                                                            |                                                                                            |                                                                                            |
| Rancho Queimado                                                                            | 2.748                                                                                      | 286,43                                                                                     | 9,59                                                                                       | Tabuleiro                                                                                  |                                                                                            |                                                                                            |                                                                                            |
| Totaal uitbreiding                                                                         | 135.125                                                                                    | 4.711,45                                                                                   | 28,68                                                                                      |                                                                                            |                                                                                            |                                                                                            |                                                                                            |
| Totaal grootstedelijke regio                                                               | 1.012.831                                                                                  | 7.110,47                                                                                   | 142,44                                                                                     |                                                                                            |                                                                                            |                                                                                            |                                                                                            |